# Trigonognathus kabeyai
Genre
Espèce
Statut de conservation UICN

 DD  : Données insuffisantes
Trigonognathus kabeyai est une espèce de petits requins, la seule du genre Trigonognathus. On l'appelle aussi le requin vipère. 

## Étymologie
Le mot Trigonognathus vient du grec ancien τρίγωνος / trígônos, « triangulaire » et γνάθος / gnáthos, « mâchoire ».  
L'épithète spécifique Kabeyai a été donné en l'honneur de Hiromichi Kabeya,  le capitaine du Seiryo-Maru, a bord duquel le premier spécimen de requin vipère a été capturé. 

## Description
Le requin vipère a un corps mince et cylindrique et une tête modérément aplatie avec un museau très court et émoussé. Derrière les grands yeux ovales se trouvent des spiracles étroits et elliptiques. Les narines sont des fentes presque verticales. Les mâchoires sont longues et étroitement triangulaires et peuvent dépasser de la tête. Les dents ressemblent à des crocs et sont largement espacées; les dents les plus antérieures sont rainurées dans le sens de la longueur. Six à 10 rangées de dents supérieures et sept à 10 rangées de dents inférieures se trouvent de chaque côté, ainsi qu'une seule rangée de dents au niveau des symphyses supérieure et inférieure (points médians de la mâchoire). Les dents sont les plus grandes au niveau de la symphyse et diminuent de taille vers les coins de la bouche. Lorsque la bouche est fermée, la dent symphysaire supérieure chevauche la dent inférieure, tandis que les dents latérales s'emboîtent. Cinq fentes branchiales sont visibles, la cinquième paire étant plus longue que les autres. 
Les nageoires sont petites et très fines. Les nageoires pectorales sont arrondies et ressemblent à des lobes. Les deux nageoires dorsales sont positionnées entre les nageoires pectorales et pelviennes. Chaque nageoire dorsale porte une épine légèrement rainurée à l'avant; la deuxième épine dorsale est plus longue que la première. La nageoire anale est absente et le pédoncule caudal est dépourvu de carènes ou d'encoches. Le lobe supérieur de la nageoire caudale est plus grand que l'inférieur et a une encoche dans la marge de fuite. La peau, à l'exception des nageoires, est densément recouverte de denticules dermiques disposés de manière irrégulière et ne se chevauchant pas. Chaque denticule a une forme rhombique renflée avec 10 à 40 facettes sur la couronne. L'aiguillat vipère est noir avec des marques distinctes plus foncées sur le dessous. Ces marques contiennent un grand nombre de minuscules photophores produisant de la lumière; plus de photophores sont trouvés dispersés sur le reste du corps, ainsi que dans une tache translucide sur la paupière supérieure. Les nageoires sont translucides et l'extrémité du lobe supérieur de la nageoire caudale est noirâtre. Le plus grand mâle connu mesure 47 cm (19 po) de long et pèse 0,43 kg (0,95 lb), et la plus grande femelle mesure 53 cm (21 po) de long et pèse 0,76 kg (1,7 lb).

## Environnement et habitat
On retrouve généralement le requin vipère en eaux profondes, entre 150 et 400m de profondeur. Cependant, certains spécimens aurait été retrouvés au alentour de 1500 m de profondeur.

## Biologie et écologie
Trigonognathus kabeyai se nourrit principalement de poissons osseux, comme les poissons-lanternes tel que le benthosema. Il mange également des crustacés et avale parfois intégralement ses proies.
Il participe également à la migration verticale.
Le requin vipère peut également être la proie du thon obèse (thunnus obesus) et de la brème à longues nageoires (taractichthys steindachneri). 

## Distribution

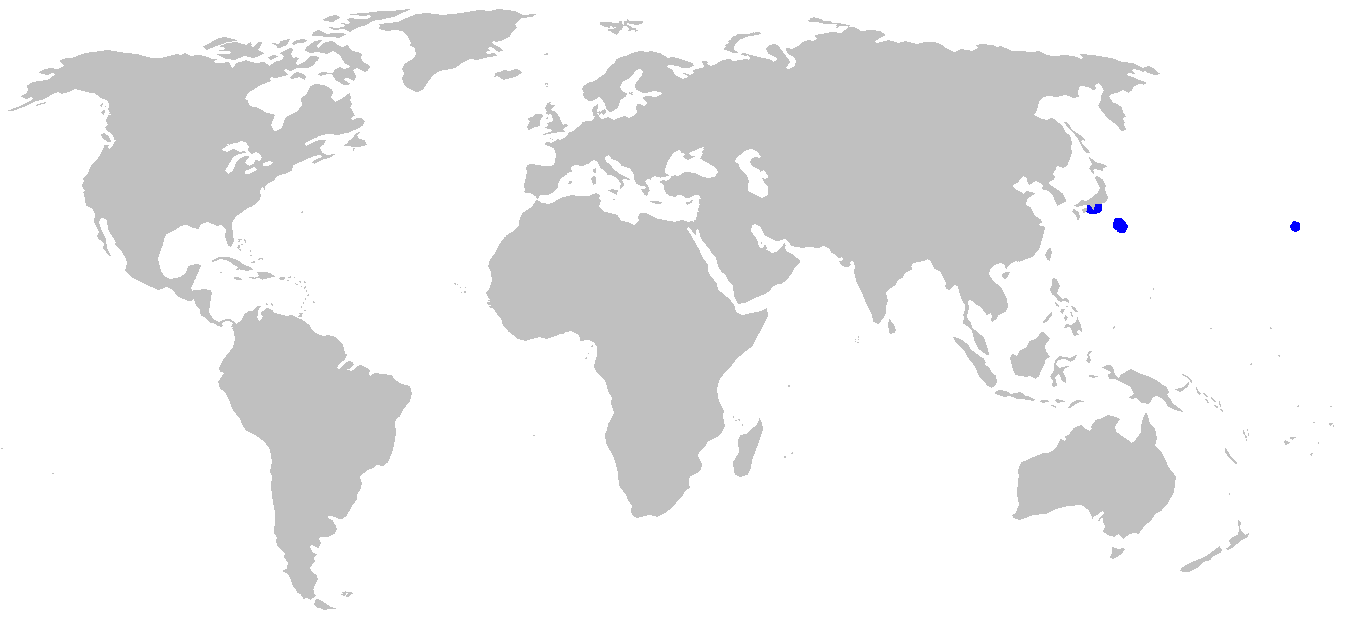
Distribution de Trigonognathus kabeyai.

Seuls un nombre réduit de spécimens ont pu être étudiés. Ainsi, l'espèce a pu être observée dans les eaux japonaises, au large des préfectures de Tokushima et Wakayama. La présence du requin vipère a également pu être attestée à Hawaii et Taiwan.